# منزل دامبي
منزل دومبي ، المعروف أيضًا باسم منزل كريجسايد، كان مبنى يعود تاريخه إلى القرن الثامن عشر (تم هدمه الآن) في إدنبرة، اسكتلندا، والذي كان موطنًا لأكاديمية برايدوود، أول مدرسة للأطفال الصم في بريطانيا. أسسها توماس برايدوود، وهو معلم اسكتلندي ورائد في تطوير إيماءات اليد للغة الإشارة، وهي سلف لغة الإشارة البريطانية في عام 1760. يقع في المنطقة المعروفة باسم دومبيدايكيس والتي سميت على اسم تلاميذ مدرسة برايدوود "الصم والبكم".
ومن بين تلاميذه الأوائل فرانسيس ماكنزي، وتشارلز شيريف، وجون جودريك، وفرانسيس ماكنزي، وجون فيليب وود.
وصف صموئيل جونسون زيارته للمدرسة عام ١٧٧٣ قائلاً: "هناك موضوعٌ يثير الفضول الفلسفي في إدنبرة، ولا تُقدّمه أي مدينة أخرى؛ كليةٌ للصم والبكم، يُعلّمهم التحدث والقراءة والكتابة وممارسة الحساب، على يد رجلٍ يُدعى برايدوود. أعتقد أن عدد الطلاب الذين يرتادونه يبلغ حوالي اثني عشر، يجمعهم في مدرسةٍ صغيرة، ويُدرّسهم وفقًا لدرجات كفاءتهم المختلفة."
ذكر السير والتر سكوت أكاديمية برايدوود في روايته قلب ميدلوثيان (1818).
تم نقل برايدوود إلى لندن في عام 1783، وتم هدم المبنى في عام 1939. وتم وضع لوحة تذكارية في الموقع في عام 2015.
تشمل المدارس الأخرى للأطفال الصم في إدنبرة مدرسة دونالدسون للصم.